# Cryptocellus icamiabas
Cryptocellus icamiabas är en spindeldjursart som beskrevs av Tourinho och Azevedo 2007. Cryptocellus icamiabas ingår i släktet Cryptocellus och familjen Ricinoididae. Inga underarter finns listade i Catalogue of Life.